# Pensacola (Florida)
Pensacola település az Amerikai Egyesült Államok Florida államában, Escambia megyében, melynek megyeszékhelye is. Lakosainak száma 54 312 fő (2020. április 1.).

## Népesség
A település népességének változása:

| 2010 | 51 923 |
| 2020 | 54 312 |